# Kowarski Grzbiet
Kowarski Grzbiet (czes. Střecha, niem. Schmiedeberger Kamm) – krótki grzbiet we wschodnich Karkonoszach. Jest położony na północny wschód od Czarnego Grzbietu i wraz z nim i Śląskim Grzbietem tworzy Główny Grzbiet Karkonoszy. Na całej długości graniczny między Polską a Czechami. Najwyższa jego kulminacja to Skalny Stół (1281 m n.p.m.).
Ciągnie się na długości ok. 4 km od Przełęczy Sowiej (1164 m n.p.m.) i doliny Niedźwiady na zachodzie do Przełęczy Okraj (1046 m n.p.m.) i doliny Jedlicy na wschodzie. Zachodnim zwieńczeniem grzbietu jest Skalny Stół, wschodnim zaś – Czoło (1266 m n.p.m.). Ku północy odchodzą krótkie, strome grzbiety. W grzbiecie wybiegającym od Czoła dominuje kulminacja Wołowej Góry a kończy się on Modrzakiem. Północne zbocze Kowarskiego Grzbietu od góry jest bardzo strome, niżej łagodnie opadające. Zbocze południowe jest łagodniejsze.
Kowarski Grzbiet jest zbudowany ze skał metamorficznych wschodniej osłony granitu karkonoskiego, przede wszystkim łupków łyszczykowych i różnych odmian gnejsów, a także kwarcytów, łupków kwarcowych, skarnów, hornfelsów.
Zbocza Kowarskiego grzbietu przez wieki były obiektem prac górniczych. Wydobywano tu rudy żelaza, a po drugiej wojnie rudy uranu.
Wierzchołek Skalnego Stołu jest częściowo wylesiony i z tego powodu stanowi dobry punkt widokowy w kierunku zachodnim i północno-zachodnim, pozostała część szczytowa grzbietu jest zalesiona. Północne zbocze Kowarskiego Grzbietu od góry jest w całości porośnięte lasem. Zbocze południowe jest porośnięte lasem z wyrębami.

## Szlaki turystyczne
Grzbietem biegnie granica państwowa polsko-czeska oraz ścieżka, po której prowadzi  niebieski pieszy szlak turystyczny z Przełęczy Okraj pod Śnieżkę. Ze Skalnego Stołu schodzi pieszy szlak  żółty do Kowar.
Południowym zboczem prowadzi  czerwony szlak – Droga Przyjaźni Polsko-Czeskiej
Północnymi zboczami schodzi  zielony szlak z Przełęczy Okraj do Karpacza – Wilczej Poręby.